# Stine Sandbech
Stine Sandbech (* 24. Januar 1996 als Stine Larsen) ist eine dänische Fußballspielerin. Die Stürmerin spielte von 2013 bis 2019 in der ersten Mannschaft des Brøndby IF. Nach Stationen in Frankreich und England, spielt sie seit 2021 in der Damallsvenskan für BK Häcken. 2015 wurde sie erstmals in der dänischen Nationalmannschaft eingesetzt.

## Vereine
Larsen kam als Zwölfjährige zu Brøndby IF und hatte 2013 ihren ersten Einsatz in der ersten Mannschaft. Mit Brøndby wurde sie 2015 und 2017 dänischer Meister und gewann 2014, 2015 und 2017 den Pokal. 2015 wurde sie als dänisches Talent des Jahres ausgezeichnet. Ihr Trainer verglich sie mit dem Nationalspieler Kim Vilfort.
Auf europäischer Ebene schied sie in ihrer ersten Saison mit Brøndby im Sechzehntelfinale der UEFA Women’s Champions League 2013/14 aus. Nach einem 0:0 in Spanien und einem 2:2 im Heimspiel gegen den FC Barcelona sprach die Auswärtstorregel gegen die Däninnen. Die Siebzehnjährige spielte dabei in beiden Spielen jeweils über 90 Minuten. In der folgenden Saison überstanden sie dann das Sechzehntelfinale, brauchten aber die Verlängerung um sich gegen den zyprischen Meister Apollon Limassol durchzusetzen, denn nach einer 0:1-Auswärtsniederlage stand es auch im Heimspiel nach 90 Minuten 1:0 für den Gastgeber. In der Verlängerung konnten die zyprischen Spielerinnen zwar zunächst ausgleichen, die Däninnen dann aber noch zwei Tore nachlegen. Danach stießen sie bis ins Halbfinale vor, wo sie allerdings gegen den späteren Sieger 1. FFC Frankfurt mit 0:7 und 0:6 unterlagen. 2015/16 war dann wieder im Sechzehntelfinale Schluss, wo nach einer 1:4-Niederlage gegen den tschechischen Meister Slavia Prag der 1:0-Heimsieg nicht ausreichte, bei dem sie aber nicht eingesetzt wurde. Etwas besser lief es 2016/17, wo sie immerhin das Sechzehntelfinale gegen SKN St. Pölten mit einem 2:0-Auswärtssieg und einem 2:2 im heimischen Stadion überstanden. Im Achtelfinale verloren sie dann bei Manchester City mit 0:1 und das 1:1 im Heimspiel reichte nicht gegen die mit englischen und schottischen Nationalspielerinnen bestückte Mannschaft. Zur Saison 2019/20 schloss sie sich dem französischen Erstdivisionär FC Fleury an. Nach nur einem Jahr wechselte sie in die FA Women’s Super League zum Liganeuling Aston Villa LFC. Am 13. September erzielte sie bei der 1:3-Niederlage gegen den FC Reading per Strafstoß das erste Ligator für den Neuling. Nach einem Jahr in England wechselte sie nach Schweden zum BK Häcken. Mit Häcken konnte sie nach Siegen (3:1 und 3:2) gegen Vålerenga Oslo die erstmals ausgetragene Gruppenphase der UEFA Women’s Champions League 2021/22 erreichen. Hier konnten sie aber nur auswärts gegen Benfica Lissabon gewinnen, die fünf anderen Spiele wurden verloren, so dass sie als Gruppenletzte ausschieden. Larsen wurde in allen acht Spielen eingesetzt.
In der Qualifikation für die UEFA Women’s Champions League 2022/23 schied sie mit Häcken nach zwei Niederlagen gegen Paris Saint-Germain aus.
Im April 2023 zog sie sich einen Kreuzbandriss zu, durch den sie bis Juli 2024 ausfiel. In dieser Zeit heiratete sie und wurde Mutter.

## Nationalmannschaften
Am 11. und 13. Mai 2012 kam sie bei zwei Freundschaftsspielen gegen Schweden zu ihren ersten Einsätzen in der dänischen U-16-Mannschaft, mit der sie dann im Juli am Nordic Cup 2012 teilnahm. Nicht ganz zwei Monate später spielte sie in zwei Freundschaftsspielen gegen Irland erstmals für die U-17-Mannschaft und erzielte beim 1:1 im zweiten Spiel in der vierten Minute mit ihrem ersten Länderspieltor die 1:0-Führung für ihre Mannschaft. Mit ihr nahm sie an den beiden Qualifikationsrunden für die U-17-EM 2013 teil. Während sie in der ersten Runde in Mazedonien mit drei Siegen und 12:0 Toren Gruppensieger wurden, konnten sie in der zweiten Runde gegen Titelverteidiger Deutschland gewinnen, gegen Belgien und die Niederlande reichte es nur zu Remis. Damit wurden sie ungeschlagen Gruppendritte und verpassten ebenso wie die Titelverteidigerinnen die Endrunde. Etwas mehr als drei Monate später kam sie in zwei Freundschaftsspielen erstmals in der U-19-Mannschaft zum Einsatz und erzielte gleich im ersten Spiel ihr erstes Tor für die U-19-Mannschaft, mit der sie auch kurz darauf an der Endrunde der U-19-EM 2013 in Wales teilnahm. Hier konnten sie das erste Spiel gegen die Gastgeberinnen gewinnen, verloren aber die beiden anderen Gruppenspiele gegen England und Frankreich, so dass sie als Gruppendritte ausschieden. Im September 2013 und April 2014 nahm sie dann auch an den beiden Qualifikationsrunden für die U-19-Fußball-Europameisterschaft der Frauen 2014 teil. Hier konnten sie die erste Runde erfolgreich gestalten, in der zweiten Runde in Finnland gelang gegen die Gastgeberinnen beim 2:2 ein Punktgewinn, gegen England und Serbien verloren sie jeweils mit 0:1. Im September 2014 überstand sie dann mit der U-19-Mannschaft in Baku mit drei Siegen die erste Qualifikationsrunde für die U-19-Fußball-Europameisterschaft der Frauen 2015. In der zweiten Runde im April 2015 kam sie nur im entscheidenden dritten Spiel gegen die gastgebenden Niederländerinnen zum Einsatz, das mit 1:0 gewonnen wurde. Damit nahm sie zum zweiten Mal an einer Endrunde der U-19-EM teil. In Israel verloren sie aber die ersten beiden Spiele gegen Frankreich und den späteren Sieger Schweden mit 0:1 und gewannen dann nur das bedeutungslose dritte Spiele gegen die Gastgeberinnen mit 2:1. Mit diesem Sieg endete dann ihre Zeit in den Juniorinnen-Mannschaften.
Bereits im Januar 2015 war sie bei zwei Freundschaftsspielen gegen Neuseeland während eines Trainingslagers in der Türkei zu ihren ersten Einsätzen in der A-Nationalelf gekommen, wobei sie im ersten Spiel über 90 Minuten spielte und im zweiten Spiel in der 73. Minute eingewechselt worden war. Weitere Einsätze folgten dann erst nach der U-19-Endrunde und dabei erzielte sie am 22. September 2015 beim 1:4 gegen die Schweiz ihr erstes Tor für die A-Nationalmannschaft.

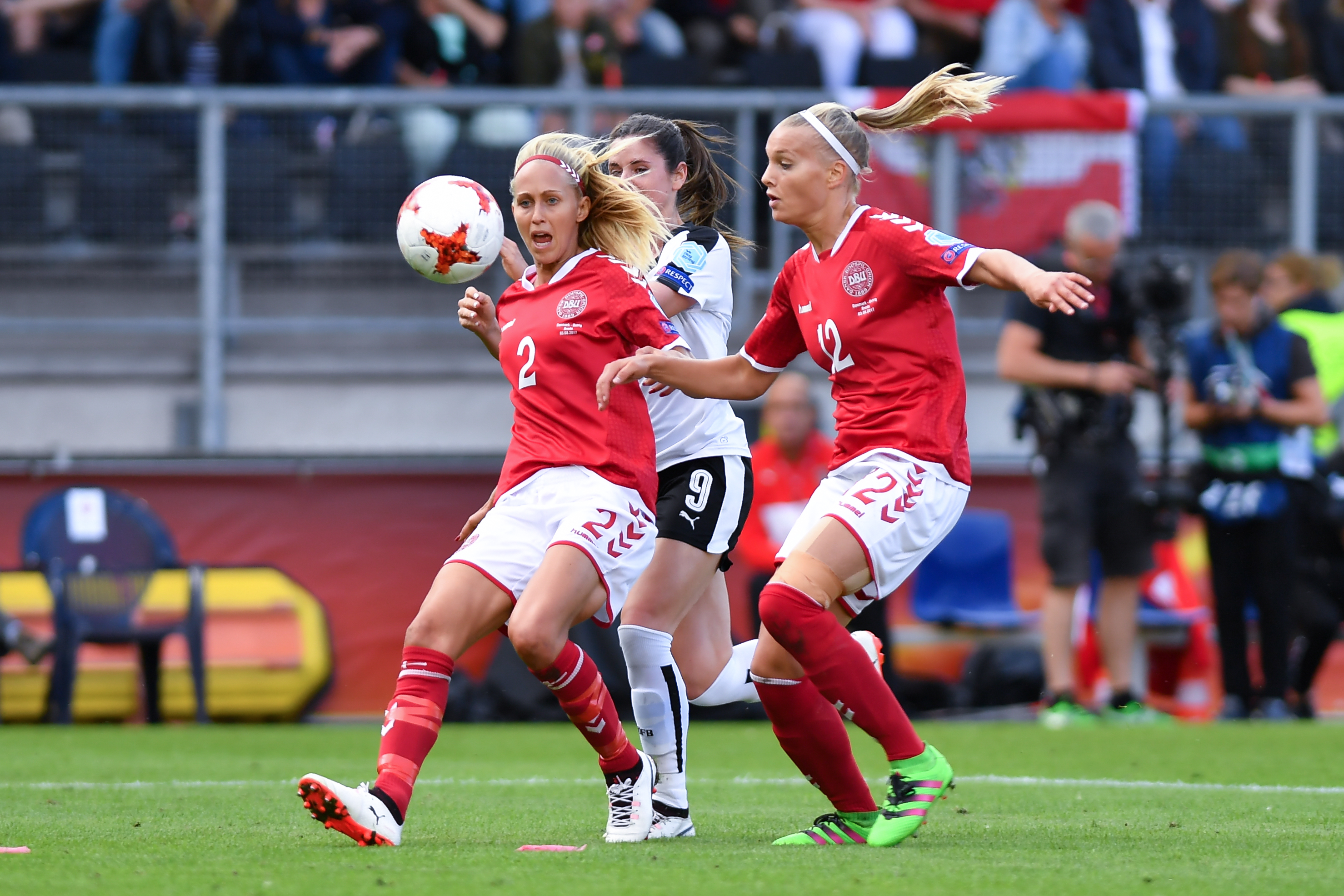
Stine Larsen (Nr. 12) im Halbfinale mit Line Roddik Hansen (Nr. 2) und Sarah Zadrazil (Österreich)

In den darauf folgenden drei Spielen in der Qualifikation für die EM 2017 spielte sie jeweils über 90 Minuten. Beim 2016er Januar-Trainingslager in der Türkei wurde sie bei zwei Spielen gegen die Niederlande je einmal aus- und eingewechselt. Für den Algarve-Cup 2016 wurde sie nicht berücksichtigt. Sie kam dann erst im Juni bei zwei EM-Qualifikationsspielen zu weiteren Einsätzen. Es folgten drei Einwechslungen beim Sincere-Cup 2016 in der Volksrepublik China, wobei sie im ersten Spiel gegen Usbekistan in der ersten Minute der Nachspielzeit den 2:1-Siegtreffer erzielte. Danach wurde sie nur einmal nicht eingesetzt, aber zumeist ein- oder ausgewechselt. Im Juni wurde sie dann für die EM-Endrunde 2017 nominiert und kam in allen sechs Spielen ihrer Mannschaft zum Einsatz. Im ersten Spiel gegen Belgien stand sie in der Startelf und spielte im Angriff, wurde aber in der 59. Minute ausgewechselt. Im zweiten Spiel gegen die Niederlande wurde sie in der 69. Minute für Mittelfeldspielerin Katrine Veje eingewechselt. Im dritten Gruppenspiel und den Spielen der K.-o.-Runde stand sie dann jeweils in der Startelf und spielte in der Abwehr über die volle Distanz. Dabei setzte sich ihre Mannschaft zunächst im Viertelfinale gegen Titelverteidiger Deutschland mit 2:1 und dann im Halbfinale gegen Neuling Österreich im Elfmeterschießen durch. Damit standen die Däninnen erstmals im Finale eines großen offiziellen Turniers, verloren dieses aber gegen die Gastgeberinnen mit 2:4. In der anschließenden Qualifikation für die WM 2019 kam sie zu drei Einsätzen. Die Däninnen scheiterten letztlich in den Playoffs an Europameister Niederlande.
In der erfolgreichen Qualifikation zur EM 2022 hatte sie neun Einsätze und erzielte sechs Tore. In den ersten acht Spielen der laufenden Qualifikation für die WM 2023 wurde sie immer eingesetzt und erzielte sieben Tore. Nach dem Ausschluss der Russinnen wegen des völkerrechtswidrigen russischen Überfalls auf die Ukraine standen die Däninnen vorzeitig als WM-Teilnehmerinnen fest; die letzte Qualifikation gelang 2007.
Am 16. Juni wurde sie für die EM-Endrunde nominiert. Bei der EM wurde sie in den drei Gruppenspielen eingesetzt. Nach Niederlagen gegen Deutschland und Spanien sowie einem Sieg gegen Finnland schieden die Däninnen als Gruppendritte aus.

## Erfolge

### Vereine
- 2015, 2017 und 2019: Dänischer Meister
- 2014, 2015, 2017 und 2018: Dänische Pokalsiegerin
- 2021 und 2022: Schwedische Meisterschaft

### Nationalmannschaft
- Vize-Europameisterin 2017